# Seloutky
Seloutky (en allemand : Seloutek) est une commune du district de Prostějov, dans la région d'Olomouc, en République tchèque. Sa population s'élevait à 538 habitants en 2023.

## Géographie
Seloutky se trouve à 5 km au sud-ouest du centre de Prostějov, à 22 km au sud-ouest d'Olomouc et à 202 km à l'est-sud-est de Prague.
La commune est limitée par Mostkovice au nord, par Prostějov au nord et à l'est, par Určice et Alojzov au sud, et par Krumsín à l'ouest.

## Histoire
La première mention écrite de la localité date de 1325.

## Transports
Par la route, Seloutky se trouve à 6 km de Prostějov, à 25,5 km d'Olomouc et à 259 km de Prague.